# チャールズ・シルモン
チャールズ・シルモン（Charles Silmon、1991年7月4日 ‐ ）は、アメリカ合衆国・ウェーコ出身で短距離走が専門の陸上競技選手。2013年モスクワ世界選手権男子4×100mリレーの銀メダリストである。

## 経歴
高校時代にはNFL選手を夢見ていたが、ACL（前十字靭帯）断裂のためにその夢は諦め、陸上競技に切り替えた。

### 2010年
7月、世界ジュニア選手権（現・世界U20選手権）の男子100m決勝で10秒23（-0.7）の自己ベスト（当時）をマークするも、デクスター・リー（10秒21）に次ぐ2位で惜しくも金メダルを逃した。4×100mリレーでは2走を務め、決勝で38秒93をマークしての金メダル獲得に貢献した。

### 2012年
7月、北中米カリブU23選手権の男子100m決勝で10秒17（+0.9）をマークし、ジェイソン・ロジャーズ（10秒06）、キーナン・ブロック（10秒15）に次いで銅メダルを獲得した。4×100mリレーでは2走を務め、38秒94をマークしての金メダル獲得に貢献した。

### 2013年
3月30日、テキサスリレーの男子100mに出場し、追い風参考記録ながら自身初の9秒台となる9秒94（+4.3）をマークした。
6月上旬、全米学生選手権（NCAA選手権）の男子100m予選を9秒92（+3.0）で突破すると、決勝は9秒89（+3.2）で制して初優勝を成し遂げた。
6月下旬、全米選手権の男子100m準決勝を9秒85（+3.2）の全体1位で突破すると、決勝では公認初の9秒台となる9秒98（+1.1）をマークしてジャスティン・ガトリン（9秒89）に次ぐ2位に入り、8月に開催されるモスクワ世界選手権アメリカ代表の座をつかんだ。
8月、モスクワ世界選手権の男子100mと4×100mリレーに出場。100mは予選で10秒34（-0.1）の組5着に終わり敗退したが、4×100mリレーでは1走（シルモン、マイク・ロジャース、ラキーム・サラーム、ジャスティン・ガトリン）を務め、決勝で37秒66をマークしての銀メダル獲得に貢献した。

### 2015年
6月、全米選手権の男子100m準決勝で追い風参考記録ながら9秒94（+3.7）をマークするも、0秒001というわずかな差で決勝進出を逃した。

## 自己ベスト
記録欄の（　）内の数字は風速（m/s）で、+は追い風を意味する。
| 種目 | 記録          | 年月日        | 場所             | 備考           |
| 屋外 | 屋外          | 屋外          | 屋外             | 屋外           |
| ---- | ------------- | ------------- | ---------------- | -------------- |
| 100m | 9秒98 (+1.1)  | 2013年6月21日 | デモイン         |                |
| 100m | 9秒85w (+3.2) | 2013年6月21日 | デモイン         | 追い風参考記録 |
| 200m | 20秒23 (+0.6) | 2013年5月25日 | オースティン     |                |
| 室内 |               |               |                  |                |
| 60m  | 6秒60         | 2013年3月8日  | フェイエットビル |                |
| 200m | 21秒04        | 2012年2月25日 | アルバカーキ     |                |

## 主要大会成績
備考欄の記録は当時のもの
| 年   | 大会                       | 場所       | 種目    | 結果 | 記録          | 備考       |
| ---- | -------------------------- | ---------- | ------- | ---- | ------------- | ---------- |
| 2010 | 世界ジュニア選手権         | モンクトン | 100m    | 2位  | 10秒23 (-0.7) | 自己ベスト |
| 2010 | 世界ジュニア選手権         | モンクトン | 4x100mR | 優勝 | 38秒93 (2走)  |            |
| 2012 | 北中米カリブU23選手権 (en) | イラプアト | 100m    | 3位  | 10秒17 (+0.9) |            |
| 2012 | 北中米カリブU23選手権 (en) | イラプアト | 4x100mR | 優勝 | 38秒94 (2走)  |            |
| 2013 | 世界選手権                 | モスクワ   | 100m    | 予選 | 10秒34 (-0.1) |            |
| 2013 | 世界選手権                 | モスクワ   | 4x100mR | 2位  | 37秒66 (1走)  |            |
| 2014 | 世界リレー (en)            | ナッソー   | 4x100mR | 予選 | DQ (4走)      |            |